# San Bernardo Peña Blanca
San Bernardo Peña Blanca es una localidad del estado mexicano de Guanajuato. Es parte del municipio de Abasolo.

## Toponimia
El nombre «San Bernardo» hace referencia al santo patrono de la localidad: Bernardo de Claraval.

## Demografía
| Gráfica de evolución demográfica |
|                                  |

| Censo | Población |
| ----- | --------- |
| 1970  | 269       |
| 1980  | 365       |
| 1990  | 882       |
| 2000  | 1 098     |
| 2010  | 1 232     |
| 2020  | 1 405     |